# Hyalymenus
Hyalymenus is een geslacht van wantsen uit de familie van de Alydidae (Kromsprietwantsen). Het geslacht werd voor het eerst wetenschappelijk beschreven door Amyot & Audinet-Serville in 1843.

## Soorten
Het genus bevat de volgende soorten:

- Hyalymenus dentatus (Fabricius, 1803)

Subgenus: Tivarbus Stål, 1859
- Hyalymenus aterrimus Breddin, 1903
- Hyalymenus calcarator Breddin, 1904
- Hyalymenus dissimilis Torre-Bueno, 1939
- Hyalymenus limbativentris Stål, 1870
- Hyalymenus longispinus Stål, 1870
- Hyalymenus notus Torre-Bueno, 1939
- Hyalymenus pholcopus Torre-Bueno, 1939
- Hyalymenus potens Torre-Bueno, 1939
- Hyalymenus pulcher (Stål, 1854)
- Hyalymenus puncticeps (Dallas, 1852)
- Hyalymenus sinuatus (Fabricius, 1787)
- Hyalymenus subinermis Van Duzee, 1923
- Hyalymenus tarsatus (Fabricius, 1803)
- Hyalymenus tenuitibiis Torre-Bueno, 1939